# Maastricht
Za ugovor potpisan 1992. pogledajte članak Ugovor iz Maastrichta.
Maastricht ([maːˈstʁɪçt] (južni nizozemski) ili [maːˈstɾɪxt] (sjeverni nizozemski); limburški: Mestreech [məˈstʁeːç]; francuski: Maëstricht (zastarjelo); španjolski: Mastrique (zastarjelo)) je grad u južnoj nizozemskoj pokrajini Limburg, čiji je glavni grad.
Smješten je na obalama rijeke Maas, po kojoj je i dobio ime. S gradom Nijmegenom, najstariji je grad Nizozemske te član Mreže najstarijih europskih gradova. To je grad jezične raznolikosti, najviše zahvaljujući svojoj lokaciji na križanju različitih govornih područja, kao i međunarodne studentske populacije. Maastricht je također široko poznat i kao grad kulture, povijesti i lokalnog folklora, te je popularno turističko odredište.

## Etimologija
Ime grada potječe od latinskih riječi “Trajectum ad Mosam” ili "Mosae Traiectum" što znači "prijelaz preko rijeke Maas", što se odnosilo na most koji je podignut u doba cara Augusta. Latinski naziv se prvi put pojavljuje u srednjovjekovnim dokumentima, te nije poznato da li je mjesto ovo ime nosilo i u rimska vremena.

## Povijest

### Ranija povijest
Zapadno od Maastrichta pronađeni su ostaci neandertalaca (iskopine Belvédère). Pronađeni su još i ostaci iz paleolitika stari između osam i 25 tisuća godina. Kelti su živjeli na ovom području otprilike pet stoljeća prije dolaska Rimljana, na mjestu gdje je rijeka Maas (Meuse) bila plitka, te time i lagana za prijeći. Rimljani su izgradili most na rijeci, te cestu koja je povezivala Bavay i Tongeren s Kölnom. Maastricht je u rimsko vrijeme vjerojatno bio malo mjesto. Arheološkim istraživanjem pronađeni su ostaci mosta, zidova, hrama, skladišta žita u rimske kupelji. Sveti Servatije koji je rođen u Armeniji, bio je prvi biskup Maastrichta. Pretpostavlja se da je on dao sagraditi prvu crkvu, na mjestu rimskog castruma, gdje se danas nalazi Bazilika Naše Gospe (Onze-Lieve-Vrouwebasiliek). Grad je bio biskupsko središte sve do 8. stoljeća, kada je ta čast pripala obližnjem Liègeu.

### Srednji vijek
U ranom Srednjem vijeku Maastricht je, zajedno s Aachenom, bio dio središta Karolinškog kraljevstva. U 12. stoljeću grad doživljava kulturni procvat. Dvije glavne crkve su obnovljene. Lokalni stil gradnje smatran je izrazito kvalitetnim. U to vrijeme djeluje i pjesnik Henric van Veldeke koji je napisao legendu o sv. Servatiju i koje je jedno od najranijih djela nizozemske književnosti.
Ubrzo nakon 1200. grad je dobio dvojnu upravu, te su njime vladali biskupi iz Liègea, zajedno s brabantskim vojvodama. Maastricht je dobio gradski status 1204., a ubrzo nakon toga izgrađen je prvi lanac zidina. U Srednjem vijeku ovaj je grad ostao važno trgovačko i proizvodno središte, posebno vune i kože, premda doživljava postepeni pad. Nakon kratkog zlatnog razdoblja u 15. stoljeću, grad gospodarski trpi zbog vjerski ratova u 16. i 17. stoljeću, a oporavak doživljava tek industrijskom revolucijom početkom 19. stoljeća.
Godine 1579., grad pljačka španjolska vojska pod vodstvom generala Alessandra Farnesea. Preko pedeset godina španjolska je vlast nadomještala ulogu koju su imali brabantski vojvode. Godine 1632., Španjolce izbacuju Nizozemci koji osvajaju grad pod vodstvom Frederika Hendrika Oranskog.

### Nizozemski bedem
Za vrijeme Republike sedam pokrajina, u Maastrichtu je u razdoblju od 16. do 19.stoljeća izgrađen fortifikacijski lanac oko grada. Španjolski i nizozemski garnizoni bili su vrlo važni za gospodarstvo grada.
Za vrijeme Francusko-nizozemskog rata 1673. dogodila se opsada Maastrichta. U lipnju te godine Luj XIV. naredio je opsadu grada zbog ugroženosti opskrbe francuske vojske. Za vrijeme ove opsade francuski vojni inženjer Sébastien Le Prestre de Vauban razvio je novu strategiju za razbijanje jakog fortifikacijskog sustava Maastrichta. Njegov sistematski pristup postao je standardna metoda napadanja utvrđenja sve do 20. stoljeća. Za vrijeme napada na grad, časnik Charles de Batz de Castelmore poznatiji kao grof d'Artagnan ubijen je ispred Tongerse Poorta. Ovaj događaj opisan je u jednoj od knjiga u seriji o "Tri mušketira" pisca Alexandrea Dumasa.
Francuske snage držale su grad od 1673. do 1678. godine. Grad je vraćen nizozemskoj upravi 1748., ali su Francuzi grad ponovno zauzeli za vrijeme Rata za austrijsko naslijeđe i druge opsade grada. Francuzi su grad opet zauzeli 1794. kada je Maastricht pripojen Prvom Francuskom Carstvu. Grad je dvadeset godina bio sjedište departmana Meuse-Inférieure.

### Dio Kraljevine Nizozemske
Nakon Napoleonskog razdoblja, Maastricht je 1815. ušao u sastav Ujedinjenog Kraljevstva Nizozemske. Grad je postao glavno središte novooformljene Pokrajine Limburg. Kada su se 1830. južne pokrajine ovog kraljevstva odvojile u Belgijskoj revoluciji, nizozemski garnizon u Maastrichtu ostao je na strani nizozemskog kralja Vilima I. iako je okolno područje potpalo pod belgijsku kontrolu. Uz arbitražu velesila grad je 1831. službeno ostao dio Nizozemske. Usprkos tome, spor Nizozemaca i Belgijanaca trajao je sve do 1839. kada je ovaj dogovor potvrđen Londonskim sporazumom.
Zbog izdvojenog položaja u Nizozemskoj, te zbog njegove zemljopisne i kulturne bliskosti s Belgijom, integracija Maastrichta i Limburga u nizozemsku državu nije bila laka. Zbog njegove bliskosti valonskom industrijskom području, industrijalizacija grada dogodila se puno prije u Maastrichtu nego u ostalim nizozemskim gradovima. Maastricht je ostao izdvojenim gradom sve do Prvog svjetskog rata, kada je grad prisiljen gledati politički prema sjeveru zemlje.

### Novija povijest
Maastricht je kao i mnogi drugi gradovi bio oštećen za vrijeme Drugog svjetskog rata. Njemačke snage su u svibnju 1940. vrlo brzo zauzele grad. Ovo je također bio i jedan od prvih gradova koje su Saveznici oslobodili u Nizozemskoj, dana 14. rujna 1944. godine. Tri mosta na rijeci Maas su uništena ili teško oštećena tijekom rata. 
U drugoj polovici 20. stoljeća tradicionalnu industriju je postupno zamijenila uslužna ekonomija. Sveučilište u Maastrichtu osnovano je 1976. godine. Ugovor iz Maastrichta koji je dove do stvaranja Europske unije i eura je ispregovaran i potpisan u ovom gradu.
Pod vodstvom gradonačelnika Gerda Leersa pokrenuta je kampanja protiv droge, čime je proveden kontroverzni plan o premještaju coffee shopova (gdje je moguće u određenim količinama kupiti laku drogu) iz središta grada u predgrađe, kako bi se spriječilo divljanje po gradu uzrokovano drogom. Okolne općine nisu dobro reagirale na ovaj plan. .

## Zemljopis i politika
Maastricht se nalazi na obje strane rijeke Maas (Meuse) u jugoistočnom djelu Nizozemske, na granici s Belgijom  (s Flandrijom i Valonijom) te blizu njemačke granice. Grad je dio Euroregije Meuse-Rajna, koja uključuje i Aachen, Hasselt i Liège u Njemačkoj i Belgiji.
Gradska vlast grada Maastrichta sastoji se od gradskog vijeća, gradonačelnika i vijećnika. Gradsko vijeće je tijelo od 39 članova koji se izabiru izravnim putem na mandat od četiri godine.

### Gradske četvrti
Maastricht se sastoji od pet okruga i preko 40 kvartova. Svakoj četvrti dodijeljen je broj koji odgovara poštanskom broju.
1. Maastricht Centar (Binnenstad, Jekerkwartier, Kommelkwartier, Statenkwartier, Boschstraatkwartier, Sint Maartenspoort, Wyck-Céramique)
2. Jugozapad (Villapark, Jekerdal, Biesland, Campagne, Wolder, Sint Pieter)
3. Sjeverozapad (Brusselsepoort, Mariaberg, Belfort, Pottenberg, Malpertuis, Caberg, Malberg, Dousberg-Hazendans, Daalhof, Boschpoort, Bosscherveld, Frontenkwartier, Belvédère, Lanakerveld)
4. Sjeveroistok (Beatrixhaven, Borgharen, Itteren, Meerssenhoven, Wyckerpoort, Wittevrouwenveld, Nazareth, Limmel, Amby)
5. Jugoistok (Randwyck, Heugem, Heugemerveld, Scharn, Heer, De Heeg, Vroendaal)

Četvrti Itteren, Borgharen, Limmel, Amby, Heer, Heugem, Scharn, Oud-Caberg, Sint Pieter i Wolder nekad su bile odvojene općine ili sela koja su tijekom dvadesetog stoljeća pripojena gradu Maastrichtu.

## Obrazovanje

### Više obrazovanje
- Bernard Lievegoedschool (antropozofijske znanosti)
- Bonnefantencollege
- International School Maastricht - od rujna 2009. dio United World Collegea
- Porta Mosana College
- Sint-Maartenscollege

### Visoko obrazovanje
- Sveučilište u Maastrichtu (Universiteit Maastricht)  uključuje:
  - University College Maastricht
- Maastricht School of Management
- Sveučilište Teikyo
- Visoka škola Zuyd (Hogeschool Zuyd, s katedrama u Sittardu i Heerlenu) uključuje:
  - Akademiju dramskih umjetnosti Maastricht (Toneelacademie Maastricht)
  - Umjetničku akadamiju u Maastrichtu (Academie Beeldende Kunsten Maastricht)
  - Muzički konzervatorij u Maastrichtu (Conservatorium Maastricht)
  - Akademija za arhitekturu
  - Učiteljski fakultet
  - Škola za prevoditelje
  - Škola za hotelski menadžment u Maastrichtu

### Ostalo
- Jan Van Eyck Academie - postakademski umjetnički institut
- Jezična škola Berlitz Maastricht
- Talenacademie Nederland

## Zbratimljeni gradovi
- Liège, Belgija
- El Rama, Nikaragva
- Koblenz, Njemačka

Maastricht je također dio Mreže najstarijih europskih gradova.

## Slavni građani Maastrichta
- Jan Pieter Minckeleers (1748. – 1824.) - znanstvenik i izumitelj
- Peter Debye (1884. – 1966.) - dobitnik Nobelove nagrade za kemiju
- Sjeng Kerbusch (1947. – 1991.) - znanstvenik
- Hubert Hermans (1937) - psiholog
- Maxime Verhagen (1956.) - političar
- Bram Moszkowicz (1960.) - pravnik
- Hendrick Fromantiou - slikar
- Johann Friedrich August Tischbein (1750. – 1812.) - slikar
- Henric van Veldeke (12. stoljeće) - pjesnik
- Pierre Kemp (1886. – 1967.) - pjesnik
- Henri Arends (1921. – 1993.) - dirigent
- André Rieu (1949.) - violinist
- Benny Neyman (1951. – 2008.) - pjevač
- Gerard Bergholtz (1939.) - nogometaš
- Boudewijn Zenden (1976.) - nogometaš
- Fred Rompelberg (1945.) - biciklist
- Ad Wijnands (1959.) - biciklist
- Pieter van den Hoogenband (1978.) - plivač

## Vanjske poveznice
- (nizoz.) (engl.) (njem.) (fr.)Grad Maastricht - službena stranica